# 九一式五〇〇馬力発動機
九一式五〇〇馬力発動機（きゅういちしきごひゃくばりきはつどうき）は、海軍広工廠が開発・製造した液冷W型航空機用レシプロエンジン。九一式五〇〇馬力発動機とその発展型である九一式六〇〇馬力発動機の2種があるが、本稿では併せて述べる。

## 概要
前作である九〇式六〇〇馬力発動機を参考に実吉金郎技師を中心に開発された。1931年（昭和6年）試作機が製作され、1933年（昭和8年）1月12日に九一式五〇〇馬力発動機として制式採用された。当初は牽引式のみであったが、九六式夜偵用に推進式に改造された物が生じた為、牽引式用を九一式五〇〇馬力発動機一型、推進式用を九一式五〇〇馬力発動機二型とし、二型に直結式発電機を装備した物を二二型とした。
1933年（昭和8年）12月13日には過給機を装備した物が九一式六〇〇馬力発動機として制式採用された。初期の物は過給機のボールベアリング入りの軸受けが前後に設けられていたが、この軸受けを前方のみとした改良型が生まれ、初期型を九一式六〇〇馬力発動機一型、改良型を九一式六〇〇馬力発動機二型とした。

## 主要諸元
九一式五〇〇馬力発動機
- タイプ：液冷W型12気筒
- 筒径×行程：135 mm×160 mm
- 排気量：27.5 L
- 燃料供給方式：気化器式
- 離昇馬力　620 hp
- 公称馬力　520 hp（高度1,000 m）

## 主な搭載機
- 九〇式三号水上偵察機
- 九一式飛行艇
- 九二式艦上攻撃機
- 九四式水上偵察機
- 九六式水上偵察機
- 九八式水上偵察機